# Équipes disparues de l'Arena Football League
L'histoire de l'Arena Football League regorge d'équipes qui n'ont joué qu'une saison ou deux avant de disparaître. Quelles que soient les raisons de ces disparitions (cause généralement financière), ces équipes font partie de histoire de la ligue. La présente page décrit l'histoire des équipes disparues de l'AFL.

## Équipes n'ayant disputé qu'un seul match

### Politicians de Chicago (1986)
Les Politicians de Chicago étaient une équipe de football américain en salle formée en 1986 par le fondateur de l'Arena Football League, Jim Foster, pour jouer un premier « jeu test » à Rockford dans l'Illinois, au Metro Center. Ils ont été vaincus par les Metros de Rockford sur le score de 30 à 18.
Le test-match fut un succès et l'AFL a commencé ses opérations au printemps suivant.

### Metros de Rockford (1986)
Le Metros de Rockford sont  une équipe de football américain en salle de l'Arena Football League. Elle est créée par Jim Foster, le fondateur de l'AFL, pour jouer un « match test » à Rockford, en Illinois au printemps de 1986 au Metro Center. L'équipe a été nommée d'après le Metro Center lui-même. Les joueurs ont été pris à partir de différentes ligues semi-professionnelles de la région ou de joueurs qui venaient de terminer leur dernière année de football collégial. Ils ont battu les Politicians de Chicago sur le score de 30 à 18. Le test a été un succès, et l'Arena Football League a commencé ses opération au printemps suivant.

### Vise de Miami (1987)
Le Vise de Miami était une équipe de football américain en salle formée par le fondateur de l'Arena Football League (AFL), Jim Foster, dans le but de disputer un "match de démonstration" le 27 février 1987 au Rosemont Horizon contre les Bruisers de Chicago. Eddie Phillips, de Chicago, a inscrit trois touchdowns, dont un à la dernière minute, mais les Bruisers se sont inclinés devant le Vise par un score de 33-30. Aujourd'hui, ce match est connu sous le nom de «showcase game», car il jouissait d'un prestige bien supérieur à celui du jeu test original de 1986 opposant les Metros de Rockford et les Politicians de Chicago.
C'était le seul match jamais joué par Vise (dont le nom s'inspirait de la série télévisée Miami Vice), et Miami n'a pas eu d'équipe dans l'AFL avant 1993. Les Vise n'étaient même pas une équipe basée en Floride. Tout d'abord, ils ont été créés à partir de l'imagination de Foster et se composaient principalement d'anciens joueurs d'université situés dans le Midwest. À l'époque, les joueurs étaient tenus au secret afin que les fans croient que l'équipe se trouvait à Miami. Le commissaire actuel de la Ligue Arena, Jerry B. Kurz, a dirigé les Metros et Ray Jauch, le Vise.

## Équipes n'ayant disputé qu'une seule saison

### Cobras de Los Angeles (1988)
Les Cobras de Los Angeles étaient une équipe de football américain en salle basée à Los Angeles, en Californie, qui a joué une saison (1988) dans l'Arena Football League.
Le 16 mars 1988, il a été annoncé que l'équipe serait surnommée les Cobras, de même que l'introduction de l'entraîneur-chef Ray Willsey. Les Cobras ont disputé leurs matchs à domicile à la Los Angeles Sports Arena, qu’ils ont partagé avec les Clippers de Los Angeles de la National Basketball Association. Le logo de l'équipe consistait en un « LA » imbriqué dans lequel le montant gauche du « A » était formé par la tête à capuche et le « cou » d'un cobra.
Malgré une formation qui incluait l'ancien wide receiver de la NFL, Cliff Branch, le quarterback de l'UCLA Matt Stevens et le futur membre du Hall of Fame de l'AFL, Gary Mullen, Los Angeles a attiré une foule désolante: seulement 7 507 par match, deuxième pire dans la Ligue Américaine. Les Cobras ont perdu en demi-finale des playoffs contre les Bruisers de Chicago, 29-16, ce qui s’est avéré être leur dernier match de tous les temps lorsque les Cobras se sont repliés après la saison 1988.

### Knights de New York (1988)
Les Knights de New York étaient une équipe de l'Arena Football League (AFL) basée à New York. Ils ont joué dans la ligue pendant une saison, en 1988. Ils disputaient leurs matchs à domicile au Madison Square Garden. Après avoir obtenu un bilan de 2-10 au total à leur seule saison, l’équipe a cessé ses activités. La ligue a ensuite passé plusieurs années avant de tenter de réintégrer le plus grand marché des médias du pays avec les New York City Hawks.
Les Knights sont devenus une équipe d'expansion de l'AFL en 1988. L'équipe a annoncé que Jim Valek serait le premier entraîneur de l'histoire de la franchise. L’équipe comptait quelques joueurs de l’équipe de remplacement des Giants de New York en 1987, dont le quarterback Jim Crocicchia et son premier receveur Edwin Lovelady, mais son désir envers les fans a été mis en doute avant que l’équipe ne commence à jouer. Les Knights ont remporté leur premier match dans l'histoire de la franchise, 60-52 contre les Cobras de Los Angeles. Lors du match d'ouverture des Knights, la bagarre a éclaté dans les gradins et des objets ont été jetés sur le terrain. Après avoir remporté le premier match de la saison, les Knights ont perdu 4 matchs consécutifs avant de revenir à la maison devant un public plus restreint, perdant 22 à 36 contre les Cobras. Les Knights perdraient 8 matchs consécutifs s'est retirée après une saison décevante,. 

### Steamrollers de la Nouvelle-Angleterre (1988)
Les Steamrollers de la Nouvelle-Angleterre étaient une équipe de l'AFL basée à Providence, dans Rhode Island. L'équipe a joué lors de la saison 1988. Les Steamrollers ont été l’une des quatre équipes à avoir rejoint l’AFL en 1988 qui, avec les Knights de New York et les Cobras de Los Angeles, se sont éteintes après la saison.
Ils ont disputé leurs matchs à domicile au Providence Civic Center. Ils ont été la première équipe de football professionnel à jouer à Providence depuis le Steam Roller de Providence en 1933 et la première franchise de sport professionnel qui ne joue pas dans les ligues mineures de la ville depuis les Steamrollers de Providence de la NBA en 1949.
L'entraîneur des Steamrollers était Babe Parilli, l'ancien quarterback des Boston Patriots.

### Force de San Antonio (1992)
La Force de San Antonio était une équipe de football américain en salle basée à San Antonio, au Texas. L’équipe était membre de l'Arena Football League et n’a concouru que pour la saison 1992. Le propriétaire de la Force était Red McCombs. Les couleurs des équipes étaient le noir, le rouge et l'argent.
Ils ont disputé leurs matchs à domicile à la HemisFair Arena, alors domicile des Spurs de San Antonio. Ils établissent deux records de futilité, devenant la première équipe de football en salle à ne pas marquer dans un match, s'inclinant face aux Predators d'Orlando 50-0 le 13 juin 1992, et battant le record en matière de pourcentage de field goals réussis dans une saison, 11,8% (4-34), avec trois kickers différents. L’équipe a cessé ses activités à l’achèvement de la saison, affirmant qu’il n’y avait pas suffisamment de dates disponibles au HemisFair Arena ou à l’Alamodome pour que l’équipe puisse accueillir les matchs. Marc Reich a tenté d'amener l'équipe à Hartford, dans le Connecticut, mais n'a pas réussi à convaincre la ville d'acheter les droits de la Force. Le football Arena est revenu à San Antonio en 2012 lorsque la franchise Tulsa Talons a été transférée au Alamodome.

### Cavalry de Fort Worth (1994)
La Cavalry  de Fort Worth était une équipe de l'Arena Football League qui a opéré pendant une saison unique, en 1994, dans la Conférence Nationale. La ligue n'a pas voulu abandonner l'idée d'une franchise dans le marché important des médias Dallas / Fort Worth Metroplex, après la disparition des Texans de Dallas (1990-1993), et a accordé une nouvelle franchise à un groupe d'actionnaires à Fort Worth. L’équipe appartenait à Peter "Woody" Kern et était dirigée par l’entraîneur-chef Michael Trigg. L’équipe a connu des difficultés avec la vente de billets et des problèmes financiers l’ont amenée à s'arrêter après la saison 1994.

### Fighting Pike du Minnesota (1996)
Le  Fighting Pike du Minnesota était une équipe de football américain en salle basée à Minneapolis, dans le Minnesota. Ils ont rejoint l’Arena Football League (AFL) en 1996 en tant qu’équipe d’expansion. Le Fighting Pike a été la première tentative d'une équipe de football en salle dans l'État du Minnesota. Tom Scallen en était le propriétaire. Ils ont joué au Target Center de Minneapolis. Les couleurs de l'équipe étaient vert et or.

### Vipers de l'Alabama (2010)

Logo des Vipers.

Les Vipers de l’Alabama étaient une équipe professionnelle de football américain en salle de l’Arena Football League (AFL). Pendant la majeure partie de leur histoire, les Vipers ont été les Vipers de Tennessee Valley dans la défunte ligue Af2, la ligue mineure de l'AFL, où ils avaient remporté la ArenaCup IX en 2008. Ils ont disputé leur match à domicile au Von Braun Center à Huntsville en Alabama. Dean Cokinos les a entraînés.
L’équipe s’est installée à Gwinnett County, en Géorgie, pour la saison 2011 et est devenue la Force de la Géorgie.

### Battle Wings de Bossier-Shreveport (2010)

Logo des Battle Wings.

Les Battle Wings de Bossier – Shreveport étaient une équipe de l'Arena Football League basée à Bossier City, en Louisiane. Ils ont joué au CenturyTel Center de Bossier City et ont pris leur nom de la région métropolitaine constituée de Bossier City et de la ville voisine de Shreveport, dans le corridor Ark-La-Tex. Jouant dans le défunte Af2 depuis sa création en 2001 jusqu’au pliage de la ligue en 2009 (appelé Bossier City Battle Wings de 2001 à 2003), l’équipe a connu ses meilleures saisons en 2002, 2007, 2008 et 2009 après avoir remporté des titres de division les deux dernières années. C’est aussi la seule saison où l’équipe a eu plus de victoires que de défaites. En 2007, les Battle Wings ont remporté leur première participation aux séries éliminatoires, battant les Arkansas Twisters et les Rio Grande Valley Dorados avant d’être battus par le futur champion de la l'ArenaCup, les Talons de Tulsa. Après la saison 2010, leur seule en AFL, l'équipe s'est installée à La Nouvelle-Orléans, en Louisiane, pour la saison 2011 de la Ligue AFL et est devenue la relève du VooDoo de la Nouvelle-Orléans.

### Yard Dawgz d'Oklahoma City (2010)
Les Yard Dawgz d'Oklahoma City étaient une équipe de football américain en salle qui a débuté en 2004 en tant qu’équipe d’expansion de la ligue mineure Af2 de l'Arena Football League avant de devenir membre de l’AFL en 2010. Ancien locataire du Ford Center de 2004 à 2008, les Yard Dawgz ont été forcés de quitter la salle quand le Thunder d'Oklahoma City de la NBA est arrivé en ville en 2009. Ils ont joué de l'autre côté de la rue au Cox Convention Center. En 2010, lors de la renaissance de l'AFL, à la suite de la faillite de 2009, Oklahoma City a décidé de rejoindre la nouvelle ligue, l'Af2 étant dissoute.  Le 25 octobre 2010, le propriétaire de Yard Dawgz, Phil Miller, a annoncé qu'il avait décidé de ne pas jouer dans l'Arena Football League pour la saison 2011.

Logo de [Quand ?] à [Quand ?].
Logo de [Quand ?] à [Quand ?].

### Outlaws de Las Vegas (2015)

Logo des Outlaws.

Les Outlaws de Las Vegas étaient une équipe professionnelle de l'Arena Football League (AFL) basée à Las Vegas, dans le Nevada. Ils ont joué dans la division ouest de la conférence nationale de l'AFL en 2015. La franchise appartenait à Vince Neil, chanteur de Mötley Crüe et ancien propriétaire minoritaire des Sharks de Jacksonville. Le 11 septembre 2014, il a été annoncé qu'Aaron Garcia serait le premier entraîneur-chef de l'équipe.
Il s’agit de la troisième et dernière tentative de franchise AFL à Las Vegas depuis que deux équipes y ont joué brièvement. Le Sting de Las Vegas de 1994 à 1995, avant de s’installer à Anaheim et de devenir les Gladiators d’Anaheim et les Gladiators de Las Vegas de 2003 à 2007 avant de déménager à Cleveland. Neil est approuvé par la ligue pour la franchise le 17 juin 2014. Selon des rapports d'ESPN, il demande que son équipe soit nommée Las Vegas Outlaws, à ne pas confondre avec l'ancienne franchise XFL (2001) de 2001 du même nom. Ce souhait est exaucé le 22 août 2014, lorsque l'annonce officielle est faite que l'équipe s'appellera effectivement les Outlaws.
Après des rumeurs initiales selon lesquelles l’équipe jouerait à la MGM Grand Garden Arena, l’équipe joue en fait au Thomas & Mack Center sur le campus de UNLV, l’ancien domicile des Sting et des Gladiators. 

## Équipes n'ayant disputé que deux saisons

### Night de La Nouvelle Orléans (1991-1992)
La Night de La Nouvelle-Orléans était une équipe de l'Arena Football League (AFL) qui a  participé aux saisons AFL 1991 et 1992 et était basée à La Nouvelle-Orléans, en Louisiane. L'équipe a été officiellement annoncée lors d'une conférence de presse le 18 mars 1991. Le 9 avril, le nom Night a été dévoilé, de même qu'Eddie Khayat, ancien entraîneur-chef des Kats de Nashville, en tant qu'entraîneur-chef.
La Night a disputé ses matchs à domicile à l'intérieur du gigantesque Louisiana Superdome, qui abrite également les Saints de La Nouvelle-Orléans de la NFL, qui a évidemment dû être considérablement modifiés pour réduire la surface de jeu à une taille adaptée au football de l'aréna et permettre aux supporters de s'asseoir. Le Superdome a utilisé sa configuration de basket-ball, précédemment utilisée pour l’équipe de la NBA Jazz de la Nouvelle-Orléans et pour certains matchs de basket-ball collégiaux et de tournois spéciaux, pour le football en arène. En utilisant cette configuration, le dôme avait toujours une capacité de 30 000 personnes. De plus, durant la saison 1992, la franchise a utilisé un immense rideau bleu pour fermer le reste du dôme inutilisé, afin de lui donner une impression d'arène plus petite. Les couleurs de l’équipe étaient bleu nuit, orange coucher de soleil et blanc clair de lune. La nuit portait les uniformes conçus par Zubaz utilisés lors de la saison 1991.

### Rockers de Cincinnati (1992-1993)

Logo des Rockers.

Les Rockers de Cincinnati étaient une équipe professionnelle de football américain en salle basée à Cincinnati, dans l’Ohio. Ils ont commencé à jouer en 1992 en tant qu'équipe d'expansion dans l'Arena Football League et ont participé à la saison 1993 avant de suspendre leurs opérations en raison d'une faible participation. Les Rockers ont disputé leurs matchs à domicile au Riverfront Coliseum.
Les Rockers ont été annoncés en 1991 lorsque le propriétaire de restaurants à succès, Ted Gregory, s'est vu accorder l'expansion la ligue. En tant que l'une des quatre équipes d'expansion pour 1992, les Rockers ont vendu 5 700 abonnements saisonniers. Mené par Art Schlichter, qui avait signé un contrat d'un an pour un montant de 40 000 $, les Rockers ont terminé leur première saison dans la ligue avec une étonnante fiche de 7-3, mais ont perdu au premier tour des playoffs 41-36 contre Storm de Tampa Bay.
L'équipe a cessé ses activités après une saison 2 à 10 en 1993. L'assistance de l'équipe a chuté de près de 50%, ce qui a conduit Tom Gregory à quitter l'AFL pour la saison 1994. Gregory a tenté de trouver d'autres sponsors pour relancer l'équipe en 1995, mais il a plutôt vendu la franchise au Hartford Sports & Entertainment Group, qui l'a transférée à Hartford, dans le Connecticut, et est devenu connu sous le nom de Coyotes du Connecticut.

### Coyotes du Connecticut (1995-1996)
Les Coyotes du Connecticut étaient une équipe professionnelle de football américain en salle basée à Hartford, dans le Connecticut. Les Coyotes ont joué dans la division est de la conférence nationale dans l'Arena Football League.
Le 22 juin 1994, l'Arena Football League octroie une franchise d'expansion à l'état du Connecticut et choisit le nom de "Coyotes" en octobre de la même année. Après une première saison difficile, dans laquelle les Coyotes ont terminé 1-11, le président de l'équipe, Robert B. Dixon, annonce que l'équipe est à vendre. Le 26 octobre 1995, l'autorité de développement du Connecticut vend les Coyotes à Ben Morris et à Scott Gerard au prix de 750 000 $. Morris n'a pas tardé à embaucher Lary Kuharich pour devenir le deuxième entraîneur de l'histoire des Coyotes.
Cependant, un record épouvantable de seulement 3 victoires en 26 matchs en 2 saisons a entraîné la dissolution de l'équipe après la saison 1996, après que Morris ait échoué dans la vente la franchise au Madison Square Garden.
La ville de Hartford recevra une autre équipe en 1999, lorsque les Hawks de New York City deviennent les Seawolves de la Nouvelle-Angleterre. Cependant, le mandat de cette équipe dans la ville sera également de courte durée, car l'équipe déménage à Toronto après la saison 2000.
Un détail à noter à propos des Coyotes est qu’ils seront peut-être la seule équipe de l’histoire du football américain à porter un casque tricolore, comme ce fut le cas pendant une saison en 1996. 

### Stampede de Saint-Louis (1995-1996)
Le Stampede de Saint-Louis était une équipe de football américain en salle basée à Saint-Louis, dans le Missouri. L'équipe était membre de la Division Centrale de la Conférence Américaine, dans l'Arena Football League (AFL). Le Stampede a concouru dans les saisons 1995 et 1996, disputant ses matchs à domicile au Kiel Center (renommé depuis Enterprise Centre), qui abrite également les Blues de St. Louis de la Ligue Nationale de Hockey.
Earle Bruce a entraîné les Stampede au cours de la saison 1995 et des 4 premiers matchs de la saison 1996, avant qu'il n'annonce sa démission pour passer plus de temps avec sa famille. Le Stampede s'est qualifié pour les séries éliminatoires au cours des deux saisons de son existence, mais s'est effondré après l'achèvement de sa deuxième saison en 1996. Après avoir atteint les séries éliminatoires les deux saisons, ils ont marqué 49 points en deux matchs de première tour. Cependant, ils ont perdu les deux

### Vigilantes de Dallas (2010-2011)
Les Vigilantes de Dallas étaient une équipe professionnelle de football américain en salle de l'Arena Football League (AFL) basée à Dallas, au Texas. Comme son prédécesseur de l'AFL, les Desperados de Dallas, les Vigilantes ont joué à l'American Airlines Center. Les Vigilantes et les Sharks de Jacksonville ont commencé à jouer dans la saison 2010, la première après la restructuration de la ligue. La franchise appartenait à Peter C. Kern, ancien propriétaire de Storm de Tampa Bay, et était gérée par Stephen Evans et Bo Kern.

Logo des Vigilantes.

Les Vigilantes ne portent pas le nom de la précédente équipe AFL de Dallas, les Desperados, en raison d'une situation de propriété unique avec l'ancienne équipe. Bien que la nouvelle AFL soit propriétaire des anciens actifs des équipes AFL (d’où les noms des Rattlers de l'Arizona, Rush de Chicago, Gladiators de Cleveland, Predators d'Orlando, Storm de Tampa Bay et Blaze de l'Utah transférés à la nouvelle AF1), Jerry Jones, l'ancien propriétaire des Desperados (qui est également propriétaire des Cowboys de Dallas de la NFL) a conservé les droits de marque de l'équipe après sa cessation. Jones avait basé la plupart des marques des Desperados sur celles des Cowboys, notamment pour les couleurs, l'utilisation marquée d'une étoile dans le logo et un logo Cowboys «Double Star» sur le devant du maillot des Desperados, ce qui conférait aux Cowboys et aux Desperados une image de marque très difficile à séparer. Ne voulant pas risquer des poursuites aussi compliquées et apparemment peu disposé à faire revivre la Cavalry de Fort Worth (une autre ancienne équipe des AFL qui a joué dans la région et qui appartenait aussi à Kern), les Vigilantes ont choisi un nouveau nom.
Le logo original des Vigilantes comprenait un crâne et des os croisés, le drapeau du Texas, un chapeau de cow-boy et des revolvers. Le logo a été supprimé pour 2011 et comprend uniquement le crâne et le chapeau de cowboy du logo original.
Les Vigilantes ont été écartés du calendrier de la saison 2012 sans aucune annonce de suspension ou de cessation des opérations de l'équipe, mais n'ont jamais été impliqués dans aucun aspect de la ligue par la suite et sont considérés comme disparus.

## Équipes ayant disputé trois saisons ou plus
| Équipe                                                                         | Ville                          | Années d'existence |
| ------------------------------------------------------------------------------ | ------------------------------ | ------------------ |
| Piranhas d'Anaheim Sting de Las Vegas                                          | Anaheim, Californie            | 1996-1997          |
| Piranhas d'Anaheim Sting de Las Vegas                                          | Las Vegas, Nevada              | 1994-1995          |
| Rattlers de l'Arizona                                                          | Phoenix, Arizona               | 1992-présent       |
| Wranglers d'Austin                                                             | Austin, Texas                  | 2004-2008          |
| Cobras de la Caroline                                                          | Raleigh, Caroline du Nord      | 2000-2004          |
| Rage de Charlotte                                                              | Charlotte, Caroline du Nord    | 1992-1996          |
| Bruisers de Chicago                                                            | Rosemont, Illinois             | 1987-1989          |
| Rush de Chicago                                                                | Rosemont, Illinois             | 2001-2013          |
| Thunderbolts de Cleveland Thunderbolts de Columbus                             | Richfield, Ohio                | 1992-1994          |
| Thunderbolts de Cleveland Thunderbolts de Columbus                             | Columbus, Ohio                 | 1991               |
| Crush du Colorado                                                              | Denver, Colorado               | 2003-2008          |
| Desperados de Dallas                                                           | Dallas, Texas                  | 2003-2006          |
| Texans de Dallas                                                               | Dallas, Texas                  | 1990-1993          |
| Marauders du Massachusetts Drive de Détroit                                    | Worcester, Massachusetts       | 1994               |
| Marauders du Massachusetts Drive de Détroit                                    | Détroit, Michigan              | 1988-1993          |
| Fury de Détroit                                                                | Auburn Hills, Michigan         | 2001-2004          |
| Dynamite de Denver                                                             | Denver, Colorado               | 1987-1991          |
| Bobcats de la Floride Attack de Sacramento Hooters de Miami                    | Sunrise, Floride               | 1999-2001          |
| Bobcats de la Floride Attack de Sacramento Hooters de Miami                    | West Palm Beach, Floride       | 1996-1998          |
| Bobcats de la Floride Attack de Sacramento Hooters de Miami                    | Sacramento, Californie         | 1993-1995          |
| Bobcats de la Floride Attack de Sacramento Hooters de Miami                    | Miami, Floride                 | 1999-2001          |
| Force de la Géorgie Kats de Nashville                                          | Duluth, Géorgie                | 2002-2008          |
| Force de la Géorgie Kats de Nashville                                          | Nashville, Tennessee           | 1997-2001          |
| Rampage de Grand Rapids                                                        | Grand Rapids, Michigan         | 1998-2009          |
| Thunderbears de Houston Terror du Texas                                        | Houston, Texas                 | 1998-2001          |
| Thunderbears de Houston Terror du Texas                                        | Houston, Texas                 | 1996-1997          |
| Firebirds de l'Indiana Firebirds d'Albany                                      | Indianapolis, Indiana          | 2001-2004          |
| Firebirds de l'Indiana Firebirds d'Albany                                      | Albany, New York               | 1990-2000          |
| Sharks de Jacksonville                                                         | Jacksonville, Floride          | 2010-présent       |
| Command de Kansas City Brigade de Kansas City                                  | Kansas City, Missouri          | 2001-2012          |
| Command de Kansas City Brigade de Kansas City                                  | Kansas City, Missouri          | 2006-2008          |
| Avengers de Los Angeles                                                        | Los Angeles, Californie        | 2000-2009          |
| Kiss de Los Angeles                                                            | Anaheim, Californie            | 2013-2016          |
| Wranglers de l'Oklahoma Forrest Dragons de Portland Pharaohs de Memphis        | Oklahoma City, Oklahoma        | 2000-2001          |
| Wranglers de l'Oklahoma Forrest Dragons de Portland Pharaohs de Memphis        | Portland, Oregon               | 1997-1999          |
| Wranglers de l'Oklahoma Forrest Dragons de Portland Pharaohs de Memphis        | Memphis, Tennessee             | 1995-1996          |
| Mustangs de Milwaukee                                                          | Milwaukee, Wisconsin           | 1994-2001          |
| Mustangs de Milwaukee Iron de Milwaukee                                        | Milwaukee, Wisconsin           | 2011-2012          |
| Mustangs de Milwaukee Iron de Milwaukee                                        | Milwaukee, Wisconsin           | 2009-2010          |
| Kats de Nashville                                                              | Nashville, Tennessee           | 2005-2007          |
| Phantoms de Toronto Seawolves de la Nouvelle-Angleterre City Hawks de New York | Toronto, Ontario, Canada       | 2001-2002          |
| Phantoms de Toronto Seawolves de la Nouvelle-Angleterre City Hawks de New York | Hartford, Connecticut          | 1999-2000          |
| Phantoms de Toronto Seawolves de la Nouvelle-Angleterre City Hawks de New York | New York, NY                   | 1997-1998          |
| VooDoo de La Nouvelle-Orléans                                                  | La Nouvelle-Orléans, Louisiane | 2003-2015          |
| Dragons de New York Barnstormers de l'Iowa                                     | Uniondale, New York            | 2001-2008          |
| Dragons de New York Barnstormers de l'Iowa                                     | Des Moines, Iowa               | 1995-2000          |
| Predators d'Orlando                                                            | Orlando, Floride               | 2001-2016          |
| Storm de Tampa Bay Gladiators de Pittsburgh                                    | Tampa, Floride                 | 1991-2017          |
| Storm de Tampa Bay Gladiators de Pittsburgh                                    | Pittsburgh, Pennsylvanie       | 1987-1990          |
| Power de Pittsburgh                                                            | Pittsburgh, Pennsylvanie,      | 2010-2014          |
| Steel de Portland Thunder de Portland                                          | Portland, Oregon               | 2016               |
| Steel de Portland Thunder de Portland                                          | Portland, Oregon               | 2014-2015          |
| Talons de San Antonio Talons de Tulsa                                          | San Antonio, Texas             | 2012-2014          |
| Talons de San Antonio Talons de Tulsa                                          | Tulsa, Oklahoma                | 2000-2011          |
| SaberCats de San José                                                          | San José, Californie           | 1995-2015          |
| Shock de Spokane                                                               | Spokane, Washington            | 2005-2015          |
| Blaze de l'Utah                                                                | Salt Lake City, Utah           | 2006-2013          |
| Commandos de Washington                                                        | Fairfax, Virginie              | 1987-1990          |